# Heusden Koers 1973
De 25e editie van de Belgische wielerwedstrijd Heusden Koers werd verreden op 14 augustus 1973. De start en finish vonden plaats in Heusden. De winnaar was Victor Van Schil, gevolgd door Frans Verbeeck en Freddy Maertens.

## Uitslag
| Heusden Koers 1973 |                  |                            |       |
| Plaats             | Naam             | Ploeg                      | Tijd  |
| Winnaar            | Victor Van Schil | Molteni                    | 3u20' |
| 2                  | Frans Verbeeck   | Watney-Maes                | + 5"  |
| 3                  | Freddy Maertens  | Flandria-Carpenter-Shimano | + 10" |

1929 · 1930-1935 · 1936 · 1937 · 1938 · 1939 · 1952 · 1953 · 1954 · 1955 · 1956 · 1957 · 1958 · 1959 · 1960 · 1961 · 1962 · 1963 · 1964 · 1965 · 1966 · 1967 · 1968 · 1969 · 1970 · 1971 · 1972 · 1973 · 1974 · 1975 · 1976 · 1977 · 1978 · 1979 · 1980 · 1981 · 1982 · 1983 · 1984 · 1985 · 1986 · 1987 · 1988 · 1989 · 1990 · 1991 · 1992 · 1993 · 1994 · 1995 · 1996 · 1997 · 1998 · 1999 · 2000 · 2001 · 2002 · 2003 · 2004 · 2005 · 2006 · 2007 · 2008 · 2009 · 2010 · 2011 · 2012 · 2013 · 2014 · 2015 · 2016 · 2017 · 2018 · 2019 · 2020 · 2021 · 2022 · 2023